# Opisthonema medirastre
Opisthonema medirastre är en fiskart som beskrevs av Berry och Barrett, 1963. Opisthonema medirastre ingår i släktet Opisthonema och familjen sillfiskar. IUCN kategoriserar arten globalt som livskraftig. Inga underarter finns listade i Catalogue of Life.